# مشجعي كرة القدم الأوروبية
مشجعي كرة القدم الأوروبية (بالإنجليزية: Football Supporters Europe)‏ هي شبكة مشجعي كرة القدم تأسست رسميًا كجمعية غير ربحية وتزعم أن لديها أعضاء من أكثر من 48 دولة عضو في الاتحاد الأوروبي لكرة القدم. تأسست في يوليو 2008 في أول مؤتمر لمشجعي كرة القدم الأوروبية، وتعتبر شريكًا شرعيًا لقضايا المشجعين من قبل مؤسسات مثل الاتحاد الأوروبي لكرة القدم، مجلس أوروبا أو الاتحادات الأوروبية لكرة القدم المحترفة.